# Bistum Cartago (Costa Rica)
Das Bistum Cartago (lateinisch Dioecesis Carthaginensis in Costa Rica, spanisch Diócesis de Cartago) ist eine in Costa Rica gelegene römisch-katholische Diözese mit Sitz in Cartago. 

## Geschichte
Das Bistum Cartago wurde am 24. Mai 2005 durch Papst Benedikt XVI. mit der Apostolischen Konstitution Saepe contingit aus Gebietsabtretungen des Erzbistums San José de Costa Rica und des Bistums Limón errichtet und dem Erzbistum San José de Costa Rica als Suffraganbistum unterstellt. Erster Bischof wurde José Francisco Ulloa Rojas.
Die Kathedrale Nuestra Señora de El Carmen wurde zwischen 1954 und 1960 als Pfarrkirche erbaut und mit der Bistumsgründung zur Kathedrale erhoben. 

## Bischöfe von Cartago
- José Francisco Ulloa Rojas (24. Mai 2005 – 4. März 2017)
- Mario Enrique Quirós Quirós (seit 4. März 2017)